# هجمات 26 يونيو 2015
وقعت هجمات في فرنسا والكويت وتونس في 26 من حزيران 2015، وذلك بعد يوم واحد من مذبحة مميتة في سوريا. وقد أطلق الإعلام الناطق باللغة الإنجليزية على يوم الهجمات اسم "الجمعة الدامية"و" الجمعة السوداء " (بالفرنسية:Vendredi Noir). وهو اسم مترجم من وسائل الإعلام الناطقة بالفرنسية في أوروبا وشمال أفريقيا.
وقد أسفر أحد هذه الهجمات في منتجع شاطئي تونسي عن مقتل 39 شخصًا. وأسفر تفجير في مسجد شيعي في العاصمة الكويت عن مقتل 27 شخصًا وإصابة العديد. وأسفرت مذبحة واسعة النطاق ارتكبها تنظيم الدولة الإسلامية عن مقتل أكثر من 223 مدنيًا في كوباني، وأكثر من 79 مهاجمًا بالوقت نفسه (بما في ذلك 13 انتحاريًا) و23 من رجال الميليشيات الكردية، والتي وصفت بأنها ثاني أكبر مذبحة يرتكبها تنظيم الدولة الإسلامية منذ صيف عام 2014. وأسفر تفجير انتحاري نفذه تنظيم الدولة الإسلامية في الحسكة في سوريا عن مقتل 20 شخصًا. كما وقتل مسلحو حركة الشباب 70 جنديًا من الاتحاد الأفريقي من بوروندي في ليغو بالصومال. وأخيرًا، قُطع رأس رجل وأصيب العديد خلال هجوم سان كانتان فالافييه في فرنسا.
وكان زعيم تنظيم الدولة الإسلامية في العراق والشام أبو محمد العدناني قد أصدر رسالة صوتية قبل ثلاثة أيام يشجع فيها المسلحين في كل مكان على شن هجمات خلال شهر رمضان. وأعلن تنظيم الدولة الإسلامية أيضًا مسؤوليته عن الهجمات في تونس وسوريا والكويت.
ومع أنه لا يوجد دليل على أن الهجمات كانت منسقة بين الجناة وفقًا لصحيفة الغارديان لكن توقيتها في يوم واحد حظي بتغطية إعلامية كبيرة. وقال أحد المحللين الأمنيين أن الهجمات كانت بمثابة "يوم غير مسبوق للإرهاب". وفي المجمل قُتل أكثر من 403 شخصًا وجُرح 336 آخرون، دون احتساب أي مهاجمين متورطين.

## الخلفية
في السابع من حزيران أصدر معهد دراسة الحرب بيانًا تنبأ فيه بوقوع هجمات إرهابية متزامنة في حوالي 29 من حزيران، وهو ما يصادف الذكرى السنوية الأولى لإعلان جماعة داعش الإرهابية عن نفسها كدولة.وأشار البيان إلى أن تنظيم القاعدة في العراق، السلف لتنظيم الدولة الإسلامية، لديه تاريخ في تصعيد العنف خلال شهر رمضان. وقالت الصحيفة إن تنظيم الدولة الإسلامية "يستعد على الأرجح لزيادة العمليات" خلال شهر رمضان لتأجيج الحرب الطائفية والدينية الإقليمية وخلق زخم عسكري. وزعمت المقالة أن تنظيم القاعدة في العراق لديه تاريخ في تعزيز العنف الطائفي من خلال تفجير مسجد العسكري في عام 2006. وأن تنظيم الدولة الإسلامية سوف يستخدم حركة الحجاج الدينية خلال شهر رمضان للتسلل خلال الجنود في المناطق الشيعية، كما وأنه من المرجح أن يستهدف السكان الشيعة خارج العراق وسوريا خاصة في اليمن والمملكة العربية السعودية وربما أبعد من ذلك في الخارج.
وقبل ثلاثة أيام من الهجوم دعا أبو محمد العدناني من تنظيم الدولة الإسلامية الجهاديين إلى "جعل شهر رمضان مصيبة على المرتدين" من خلال الشروع في هجمات والسعي إلى نيل "الشهادة". وشنت الهجمات الثلاث في فرنسا والكويت وتونس في وقت مبكر من صباح الجمعة.

## مسألة تنسيق الهجمات
وقعت الهجمات قبل ثلاثة أيام من الذكرى السنوية الأولى لإعلان تنظيم الدولة الإسلامية عن قيام الخلافة في 29 من حزيران عام 2014.وفي مقال كتبه في صحيفة الغارديان كتب الصحفي كريم شاهين: "لم يكن هناك دليل على أن الهجمات المتزامنة تقريبًا كانت منسقة ولكنها سلطت الضوء على التهديد المتزايد للهجمات التي يشنها الجهاديون في جميع أنحاء أوروبا وأفريقيا والشرق الأوسط، والتي يعد بعضها مستوحى من خطاب داعش". وقال البروفيسور البريطاني ساجان جوهيل مدير الأمن الدولي في مؤسسة آسيا والمحيط الهادئ للأبحاث: إن الهجمات كانت بمثابة "يوم غير مسبوق للإرهاب"، وأنه في حين أن تفاصيل التخطيط لا تزال غير واضحة إلا أنها تنطوي على أفراد "يؤمنون ... بالعقيدة التي تنادي بها جماعات مثل داعش". كما وقعت الهجمات يوم الجمعة خلال شهر رمضان المبارك عقب دعوة زعيم داعش لجعل شهر رمضان وقتًا "كترثيًا على الكفار".
كتبت الصحافية فيفيان والت في مجلة تايم أن الهجمات في فرنسا والكويت وسوريا تركت "انطباعاً بأن الجماعة اعتمدت تكتيكاً جديداً لشن هجمات عقابية خارجية بدلاً من التركيز فقط على بناء دولة والحصول على الأراضي". وكتبت والت أن هذه الهجمات الثلاث بالإضافة إلى عمليات القتل في كوباني لا يبدو بأن لها أي غرض عسكري وقد تبين أن داعش قررت مواصلة حربها من أجل الأراضي مع حربها ضد عالم الكفار في آن واحد، وهذا يشمل الجميع تقريباً".

## التأثير طويل الأمد
أفاد موقع بوليتيكو في 27 يونيو أن وكالات الاستخبارات الأمريكية تعيد تقييم تصنيفها السابق لتنظيم الدولة الإسلامية باعتباره "تهديدًا إقليميًا". إذ أنه في تقرير صدر في فبراير 2015 صنف مدير الاستخبارات الوطنية جيمس ر. كلابر تنظيم الدولة الإسلامية بأنه "تهديد إقليمي" وكتب: "في محاولة لتعزيز خلافته المعلنة ذاتيًا، ربما يخطط تنظيم الدولة الإسلامية لإجراء عمليات ضد الحلفاء الإقليميين والمرافق الغربية والأفراد في الشرق الأوسط". قال عضو الكونجرس الأمريكي إد رويس رئيس لجنة الشؤون الخارجية بمجلس النواب الأمريكي [الإنجليزية] لموقع بوليتيكو: "تُظهر هذه الهجمات أن تهديد [تنظيم الدولة الإسلامية] ينتشر إلى ما هو أبعد من العراق وسوريا. إن استمرار الملاذ الآمن هناك يعني المزيد من الهجمات في جميع أنحاء المنطقة وأوروبا وحتى هنا في الداخل.... يجب علينا أيضًا تدمير الرسائل عبر الإنترنت التي تجذب الكثير من الشباب برسالة مضادة مفادها أن [تنظيم الدولة الإسلامية] لا يقدم السلام ولا المجتمع ولا المستقبل".

## الهجمات

### كوباني
شن مقاتلو تنظيم الدولة الإسلامية هجوماً على مدينة كوباني التي يسيطر عليها الأكراد في سوريا في 25 يونيو/حزيران، وتسللوا إلى المدينة بأعداد كبيرة وقتلوا العشرات من المدنيين بالبنادق وسلسلة من التفجيرات الانتحارية. وأسفرت الهجمات عن مقتل أكثر من 230 مدنياً بالإضافة إلى 79 عنصراً من تنظيم داعش و23 عنصراً من وحدات حماية الشعب. وقد سميت ثاني أكبر مذبحة مدنية يرتكبها تنظيم الدولة الإسلامية منذ أن نصب نفسه على الخلافة في 29 يونيو 2014.

### سان كونتين فالافييه
قطع سائق التوصيل الإسلامي ياسين صالحي رأس رجل وصدم شاحنة صغيرة تابعة للشركة بأسطوانات غاز في مصنع للغاز بالقرب من ليون في 26 يونيو/حزيران، مما تسبب في انفجار وإصابة اثنين آخرين. ثم ألقي القبض في وقت لاحق على ثلاثة أشخاص آخرين بينهم زوجة صالحي وأخته.

### مدينة الكويت
وقع تفجير انتحاري في 26 يونيو/حزيران في مسجد شيعي في الكويت مما أسفر عن مقتل 27 شخصاً. وأعلن تنظيم داعش مسؤوليته عن الهجوم. وقد قام أمير الكويت بزيارة موقع الحادثة بعد دقائق من وقوعها. أعلن تنظيم الدولة الإسلامية في العراق والشام (داعش) مسؤوليته عن الهجوم وحدد هوية منفذ الهجوم بأنه "أبو سليمان الموحد". وقضت المحكمة بإدانة 15 من أصل 29 مشتبهاًفي 14 سبتمبر/أيلول، وحكمت على سبعة منهم بالإعدام (خمسة منهم غيابياً).

### سوسة
وقعت هجمات سوسة في 26 يونيو/حزيران في مدينة سوسة التونسية. وقُتل ما لا يقل عن 39 شخصًا معظمهم من السياح الأوروبيين، وذلك عندما هاجم مسلح فندقين على الشاطئ. وأعلن تنظيم الدولة الإسلامية مسؤوليته عن الهجوم. ومنذ ذلك الحين ظهرت تقارير عن تورط وتعاون مزعوم بين المسلحين سيف الدين الرزقي وأنصار الشريعة في تونس.

### ليجو
هاجم مسلحو حركة الشباب قاعدة لبعثة الاتحاد الأفريقي في الصومال (أميصوم) في منطقة ليغو بالصومال في 26 يونيو/حزيران، مما أسفر عن مقتل أكثر من 70 جنديًا من الاتحاد الأفريقي. واستولى المسلحون على القاعدة العسكرية. وتشير التقارير إلى أن القوات الصومالية وقوات الاتحاد الأفريقي في الصومال استعادت القاعدة والمدينة في 28 يونيو/حزيران، بينما انسحبت حركة الشباب ولم تبد أي مقاومة لهم ولكن ليس قبل قطع رأس نائب مفوض المنطقة المحلي بين الأسرى الذين أسروهم.